# Art Official Age
Art Official Age (englisch für Offizielles Kunstalter) ist das 37. Studioalbum des US-amerikanischen Musikers Prince. Es erschien am 26. September 2014 bei dem Label NPG Records / Warner Bros. Records und ist nach vier Jahren sein erstes Studioalbum seit 20Ten aus dem Jahr 2010. Zudem kehrte Prince nach 15 Jahren zu dem Major-Label Warner Bros. Records zurück. Parallel zu Art Official Age erschien auch sein 36. Studioalbum Plectrumelectrum mit seiner damals neuen Begleitband 3rdEyeGirl.
Die Musik von Art Official Age zählt zu den Genres Contemporary R&B, Elektronische Tanzmusik, Funk, Pop und Soul, als Gäste wirken 3rdEyeGirl, Andy Allo und Lianne La Havas mit. Musikkritiker bewerteten das Album überwiegend positiv. Aus kommerzieller Sicht konnte Art Official Age in einigen Ländern die Top Ten erreichen, aber international keinen Gold- oder Platinstatus erzielen. Zwar absolvierte Prince mit 3rdEyeGirl im Jahr 2014 zwei Tourneen, doch diese dienten nicht zur Musikpromotion vom Album.

## Entstehung
Über die Entstehung des Albums ist öffentlich wenig bekannt geworden; zum Teil existieren kaum oder wie beim Titelstück gar keine Informationen. Aber alle Songs nahm Prince von 2012 bis 2014 in seinem Paisley Park Studio in Chanhassen in Minnesota auf und als Co-Produzent wirkte Joshua Aaron Michael Welton (* 21. Oktober 1990) mit, der Ehemann von 3rdEyeGirl-Schlagzeugerin Hannah Ford-Welton.
Die drei Songs Breakdown, Time und What It Feels Like spielte Prince mit Andy Allo vermutlich im Jahr 2012 ein, als er mit Aufnahmen für ihr zweites Studioalbum mit Namen Superconductor beschäftigt war, das er sowohl komponierte als auch produzierte und im November 2012 veröffentlichte. Breakfast Can Wait nahm Prince wahrscheinlich Ende Dezember 2012 auf und stellte das Stück am 5. Februar 2013 auf seiner damaligen Website 3rdEyeGirl.com als Download zur Verfügung.
Im Juli 2013 nahm Prince mit 3rdEyeGirl die Originalversion von Funknroll auf, die auf dem Album vorhandene Remix-Version gestaltete Joshua Welton. The Gold Standard spielte Prince am 27. Oktober 2013 ein.
Vermutlich Anfang 2014 nahm Prince U Know auf und im Frühjahr den Song This Could Be Us, den Musikjournalist Jon Bream im Juni 2014 zum ersten Mal in einem Artikel der Star Tribune erwähnte. Die genauen Aufnahmedaten der vier Stücke Affirmation I & II, Affirmation III, Clouds und Way Back Home mit Lianne La Havas sind der Öffentlichkeit nicht bekannt, aber im Februar 2014 gab sie ein Interview, in dem sie über eine mögliche Zusammenarbeit mit Prince sprach. Von daher nahm Prince genannte Songs mit ihr wahrscheinlich ebenfalls im Frühjahr 2014 auf. Über die Entstehung des Titelstücks existieren keine Informationen. Es wird aber angenommen, dass er es im Laufe des Jahres 2014 einspielte, wobei der Song Art Official Cage heißt. Warum er es nicht Art Official Age genannt hat, ist nicht bekannt.
Am 18. April 2014 gab Warner Bros. Records per Pressemitteilung bekannt, wieder mit Prince zusammenarbeiten; er stand bereits vom 25. Juni 1977 bis zum 31. Dezember 1999 bei dem Major-Label unter Vertrag. In dieser Zeit veröffentlichte er unter anderem die kommerziell erfolgreichen Alben 1999 (1982), Purple Rain (1984), Batman (1989) und Diamonds and Pearls (1991). Im Jahr 1993 kam es allerdings zum Streit zwischen ihm und dem Tonträgerunternehmen, sodass Prince seinen Künstlernamen vom 7. Juni 1993 bis zum 16. Mai 2000 ablegte und stattdessen ein unaussprechbares Symbol als Pseudonym trug.
Nach Angaben von Warner bekam Prince im Jahr 2014 sämtliche Urheberrechte an Songs zurück, die er für das Label aufgenommen hatte. Zuvor besaß Warner alle Rechte. Letztendlich schloss Prince mit Warner Bros. Records aber nur einen Einjahresvertrag für 2014 ab.

## Gestaltung des Covers
Für die Covergestaltung war Artdirector und Fotografin Maya Washington (* 20. Mai 1982 in Toronto, Kanada) zuständig, die auch unter ihrem Pseudonym „Shameless Maya“ bekannt ist. Auf dem Frontcover ist der Oberkörper von Prince zu sehen, der ein Afrolook und eine „3rdEyeGirl-Sonnenbrille“ trägt. Diese Sonnenbrille besteht aus einem Gestell mit drei runden Gläsern, wobei zwei vor den Augen und eins in Höhe der Stirn platziert ist. Zudem trägt er eine goldfarbene Weste und darunter einen weißen Rollkragenpullover. Außerdem sind im Hintergrund vier Diamantene Schallplatten vom Album Purple Rain zu sehen, die damals im Paisley Park Studio hingen. Washington platzierte mittels Bildbearbeitung beschriebenes Foto von Prince’ Oberkörper vor den vier Diamant-Schallplatten.
Die CD steckt in einem aufklappbaren Digipak und die Tracklist der Songs von Art Official Age ist im Innencover abgedruckt. Ein Booklet mit Liedtexten existiert nicht.

## Musik und Liedtexte

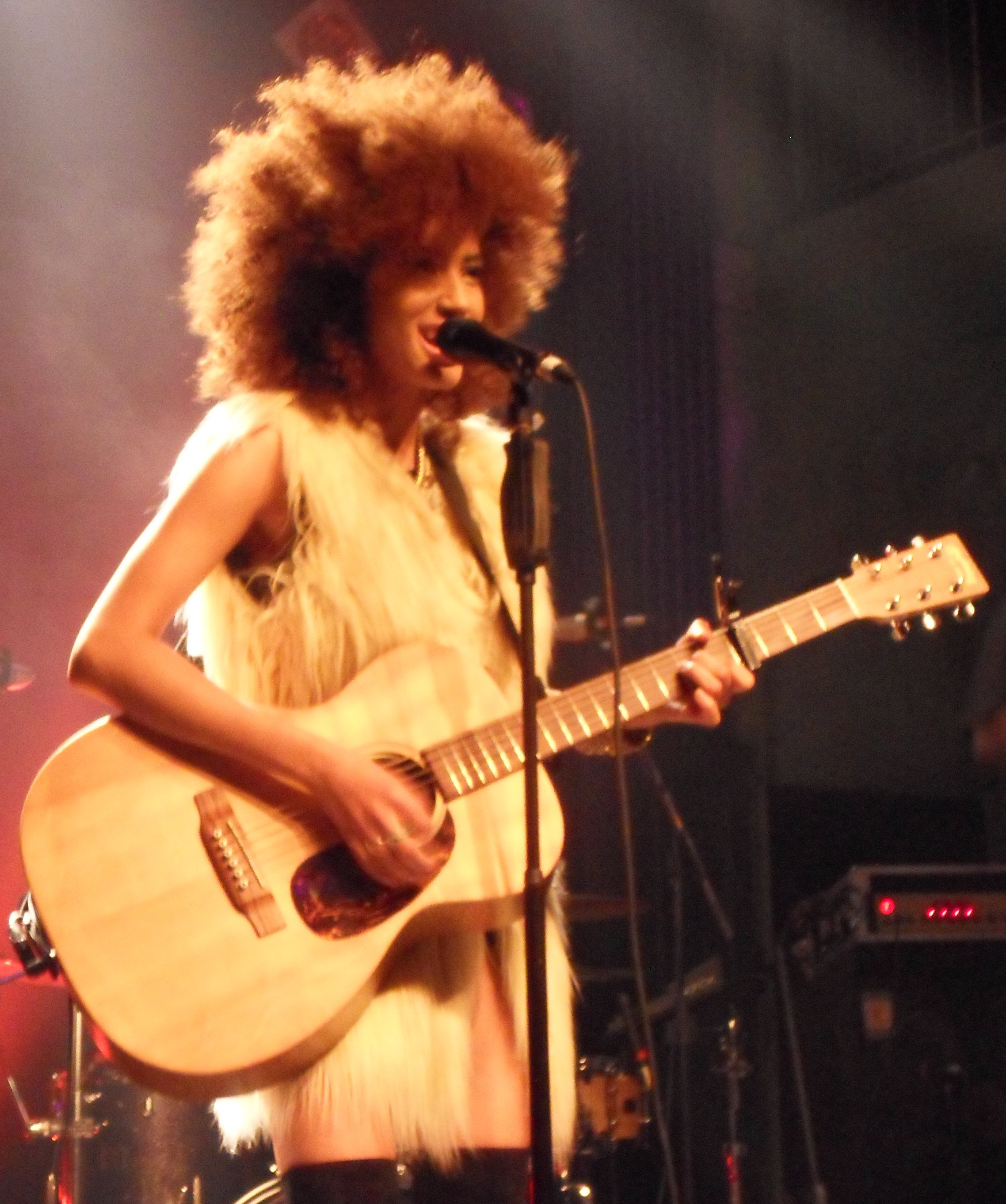
Andy Allo, 2013

Die Musik zählt zu den Genres Contemporary R&B, Elektronische Tanzmusik, Funk, Pop und Soul. Als Gastsängerinnen wirken Andy Allo und Lianne La Havas mit. Zudem ist auf dem Albumcover „featuring The Golden Hippie, Charlotte Ann Telepathy, Paloma Ayana“ zu lesen – genannte Namen sind Pseudonyme folgender Personen: „The Golden Hippie“ ist die US-amerikanische Sängerin Marissa Jack (* 23. Juni 1987), „Charlotte Ann Telepathy“ ist Lianne La Havas und „Paloma Ayana“ ist die britische Sängerin Delilah (* 23. September 1990), die bürgerlich Paloma Ayana Stoecker heißt. Ferner wirkt auf dem Album „H. C. I II III“ mit, wobei der Öffentlichkeit nicht bekannt ist, was dieses zu bedeuten hat; vermutlich ist es ein Pseudonym von Prince.
Zum ersten Mal in seiner Karriere kooperierte Prince mit dem Streichorchester STRINGenius. In den Jahren zuvor hatte er stattdessen mit Clare Fischer zusammengearbeitet, doch dieser starb im Januar 2012 im Alter von 83 Jahren.
Breakdown ist eine R&B-Ballade, die Prince in dem für ihn typischen Falsettgesang vorträgt. The Gold Standard stammt aus dem Bereich Electro Funk. Das Stück U Know enthält Samples vom Song Blinded (2012) von Japollonia (* 18. November 1982), die auch unter dem Namen „Mila J“ bekannt ist und die ältere Schwester von Jhené Aiko ist. Bereits 1991 wirkte Mila J im Alter von acht Jahren in Prince’ Musikvideo zu Diamonds and Pearls mit.
Die fröhliche wirkende Soul-Ballade This Could Be Us sei von einem Meme inspiriert, das ihn und Apollonia Kotero auf einem Motorrad zeigt – eine Szene aus dem Film Purple Rain von 1984 – erklärte Prince in einem Interview. Der Liedtext von What It Feels Like bezieht sich auf die biblischen Figuren David und Saul. Das Stück Affirmation I & II ist ein Monolog, der von Lianne La Havas gehalten wird. Obwohl der Song Affirmation I & II heißt, sagt sie im Verlauf aber nur „Affirmation I“, ohne eine zweite Affirmation. Während des Monologs spielt im Hintergrund STRINGenius. Das 40-sekündige Stück dient im Wesentlichen als Übergang zum folgenden Song Way Back Home, in dem Delilah im Begleitgesang zu hören ist. Der Remix von Funknroll ist aus dem Genre Funk und die Originalversion ist auf dem Album Plectrumelectrum zu finden. Das ruhige Stück Time enthält Liedtext von Breakdown und What It Feels Like.
Der letzte Song Affirmation III kann als Fortsetzung von Way Back Home bezeichnet werden. Die Orchesterparts von STRINGenius wurden ursprünglich für Way Back Home aufgenommen, aber Prince entschied sich dafür, nur einen Teil für diesen Song beizubehalten und sie vollständig in Affirmation III aufzunehmen.

## Titelliste und Veröffentlichungen
| 1                            | Art Official Cage (feat. The Golden Hippie)         | 3:41 |
| 2                            | Clouds (feat. Lianne La Havas)                      | 4:34 |
| 3                            | Breakdown (feat. Andy Allo)                         | 4:04 |
| 4                            | The Gold Standard                                   | 5:53 |
| 5                            | U Know (feat. Mila J)                               | 3:56 |
| 6                            | Breakfast Can Wait                                  | 3:54 |
| 7                            | This Could Be Us                                    | 5:12 |
| 8                            | What It Feels Like (feat. Andy Allo)                | 3:53 |
| 9                            | Affirmation I & II (feat. Lianne La Havas)          | 0:40 |
| 10                           | Way Back Home (feat. Delilah und Lianne La Havas)   | 3:05 |
| 11                           | Funknroll (Remix) (feat. 3rdEyeGirl)                | 4:07 |
| 12                           | Time (feat. Andy Allo)                              | 6:49 |
| 13                           | Affirmation III (feat. Delilah und Lianne La Havas) | 3:27 |
| Spieldauer: 53:21 min.       |                                                     |      |
| Autor aller Songs ist Prince |                                                     |      |

Art Official Age wurde am 26. September 2014 in Deutschland und in den meisten Ländern Europas veröffentlicht, in den USA am 30. September 2014. Das Album erschien auf CD, Doppel-LP und als Download. Coverversionen von den Albumsongs sind nicht bekannt.

### Singles

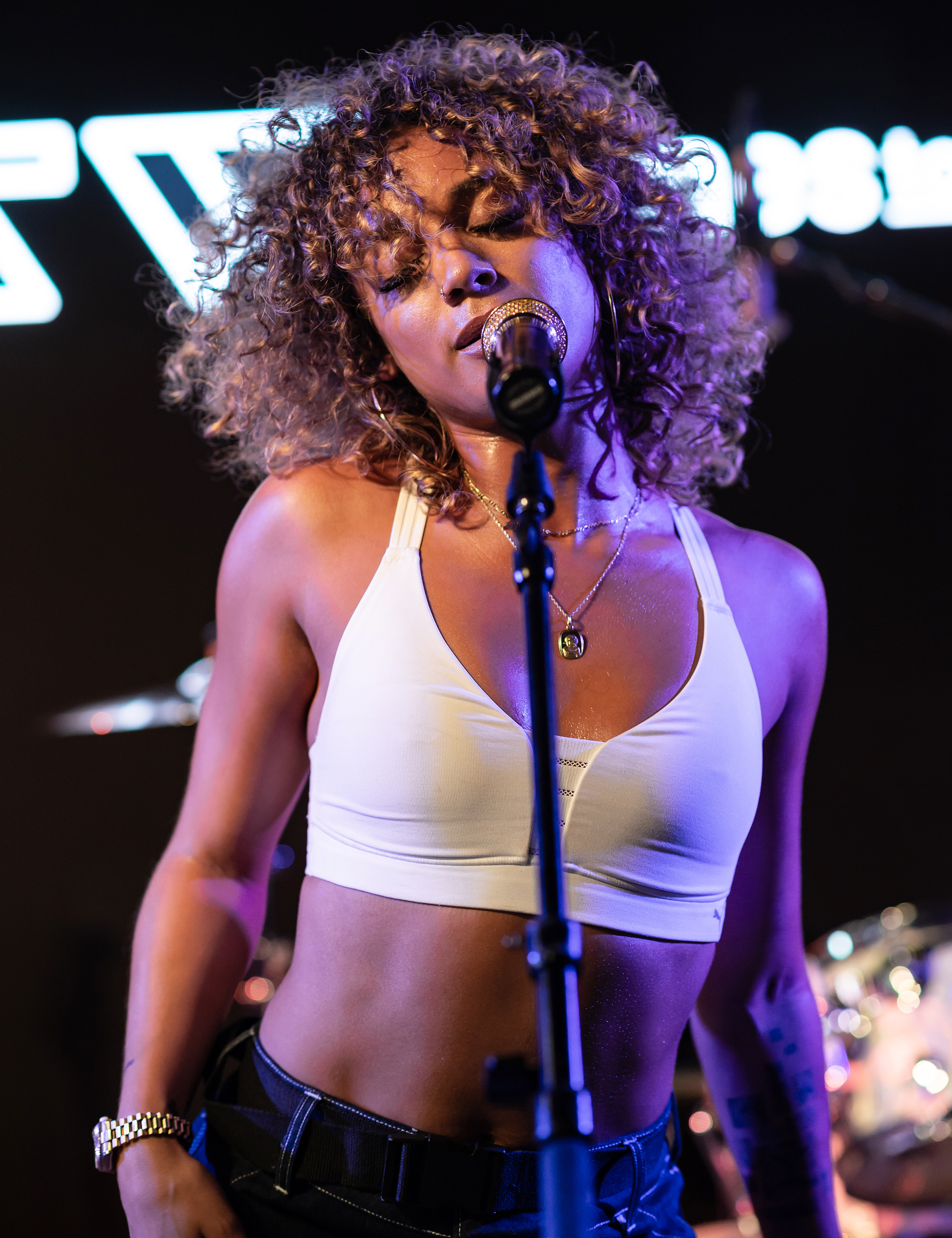
DaniLeigh, 2018

Von dem Album wurden zwei Download-Singles ausgekoppelt. Bereits ein Jahr vor der Albumveröffentlichung erschien am 3. September 2013 Breakfast Can Wait und am 24. Oktober 2013 war der Song auch auf der EP The Breakfast Experience vorhanden, ebenfalls nur als Download käuflich zu erwerben. Abgesehen von der Singleversion, die identisch mit der Albumversion ist, sind auf der EP vier Remixe zu finden, die von Joshua Welton gestaltet wurden.
Fünf Monate vor der Albumveröffentlichung wurde am 18. April 2014 Breakdown als zweite Single veröffentlicht, allerdings unter dem Titel The Breakdown. Weshalb Prince den Artikel „The“ auf dem Album weggelassen hat, ist nicht bekannt. Ferner wurde Mitte September 2014 das Stück Clouds als Promo-Single in Europa veröffentlicht.
Am 28. August 2015, also elf Monate nach der Albumveröffentlichung, wurde This Could Be Us in einer Remixversion unter dem Titel This Could B Us als Download-Single angeboten, die 4:11 Minuten lang ist und auf Prince’ 38. Studioalbum HITnRUN Phase One zu finden ist.

### Musikvideos
Es existieren zwei Musikvideos zu Songs von Art Official Age. Bereits ein Jahr vor der Albumveröffentlichung ließ Prince ein Video zu Breakfast Can Wait produzieren. Er beauftragte Maya und Nandy McLean – bekannt als „The Twinz“ und im Jahr 2007 Mitglieder von The New Power Generation – eine Verbindung zwischen ihm und DaniLeigh herzustellen, damit er sie als Regisseurin für das Video engagieren konnte. DaniLeigh erhielt von Prince ein bestimmtes Budget sowie nahezu komplett künstlerische Freiheit; einzige Bedingung von ihm war, sie sollte ein Tanzvideo gestalten, in dem er selbst aber nicht auftritt, weswegen DaniLeigh Prince im Musikvideo verkörpert. Am 7. September 2013 fand das Casting für die Tänzer in Los Angeles statt, die Dreharbeiten zu Breakfast Can Wait waren dann am 19. und 20. September in derselben Stadt, wobei die genaue Location der Öffentlichkeit nicht bekannt ist. Gemäß DaniLeigh wurde das Musikvideo am 28. September fertiggestellt und konnte erstmals am 11. Oktober 2013 bei Vevo angeschaut werden, wo es innerhalb von einer Woche mehr als eine Million Aufrufe erreichte.
Am 18. November 2014 veröffentlichte Warner Bros. Records ein Musikvideo zum Song Funknroll (Remix). Die für Werbedienstleistungen zuständige US-Firma Gupta Media wurde nach eigenen Angaben von Warner und vom „Prince-Team“ beauftragt, ein Video mit dem Liedtext des Songs zu kreieren. Gupta Media gestaltete ein Musikvideo in psychedelischer Kunst, das verschiedene Fotos von Prince und 3rdEyeGirl in bewegten Bildern zeigt. Inwieweit Prince an diesem Projekt Einfluss hatte, ist öffentlich nicht bekannt.

## Mitwirkende

### Musiker
Alle Songs wurden von Prince arrangiert, komponiert, produziert und vorgetragen. Zudem spielte er alle Musikinstrumente selbst ein, wobei folgende Personen die Aufnahmen ergänzten:
- Andy Allo – Backing Vocals in Breakdown; Co-Leadsängerin in Time, What It Feels Like
- Delilah (als Paloma Ayana) – Backing Vocals in Affirmation III, Way Back Home
- Donna Grantis (von 3rdEyeGirl) – Gitarre in Funknroll (Remix)
- H. C. I II III – Beiträge nicht definiert
- Hannah Welton-Ford (von 3rdEyeGirl) – Schlagzeug in Funknroll (Remix)
- Ida Kristine Nielsen (von 3rdEyeGirl) – Dänisch gesprochene Sätze in Art Official Cage; E-Bass in Funknroll (Remix)
- Joshua Welton – Beiträge nicht definiert
- Lianne La Havas (als Charlotte Anne Telepathy) – Backing Vocals in Affirmation I & II, Affirmation III, Clouds, Way Back Home
- Marissa Jack (als The Golden Hippie) – Backing Vocals in Art Official Cage
- Mila J – Looped-Vocals in U Know
- Stringenius – Saiteninstrumente in Affirmation III, Art Official Cage, Breakdown, The Gold Standard

### Technisches Personal
- Prince – Mixing
- Adi Yeshaya (von Stringenius) – Arrangements der Saiteninstrumente
- Chris James – Mixing
- Joshua Welton – Co-Arrangeur, Co-Produzent, Mixing
- Maya Washington – Artdirector, Fotografie
- Michael B. Nelson – Produktion der Saiteninstrumente

## Tourneen
Im Jahr 2014 absolvierte Prince mit seiner Begleitband 3rdEyeGirl zwei Tourneen, die beide aber nicht zur Musikpromotion von Art Official Age dienten. Die erste mit Namen „Hit and Run Tour 2014“ begann am 5. Februar im Electric Ballroom in London und endete am 22. Februar in der Manchester Academy 1 in Manchester. Die Tournee führte nur durch England und alle elf Konzerte fanden in kleineren Konzerthallen mit einer Zuschauerkapazität von 1.000 bis 2.600 statt. Pro Abend wurden meist zwei Konzerte gespielt. Aftershows absolvierten Prince und 3rdEyeGirl nicht.
Die zweite Tournee nannte Prince „Hit and Run Part II“ und führte ausschließlich durch Europa; sie startete am 15. Mai 2014 in der LG Arena in Birmingham und endete am 7. Juni 2014 – seinem 56. Geburtstag – in der Wiener Stadthalle in Wien. Im Gegensatz zur vorherigen Tournee fanden die 13 Livekonzerte diesmal in größeren Hallen mit einem Fassungsvermögen von 3.300 bis 21.000 Zuschauern statt. Auch bei dieser Tournee spielten Prince und 3rdEyeGirl keine Aftershows.
Prince’ Begleitband 3rdEyeGirl bestand aus folgenden Musikern:
- Donna Grantis – Backing Vocals, Gitarre
- Hannah Welton-Ford – Backing Vocals, Perkussion, Schlagzeug
- Ida Kristine Nielsen – Backing Vocals, E-Bass
- Cassandra O’Neal (nur bei einigen Konzerten anwesend) – Backing Vocals, Keyboard
- Damaris Lewis (nur bei einigen Konzerten anwesend) – Backing Vocals, Tänzerin
- Joshua Welton (nur bei einigen Konzerten anwesend) – Backing Vocals, Cowbells, Keyboard
- Liv Warfield (nur bei einigen Konzerten anwesend) – Backing Vocals
- The Golden Hippie (nur bei einigen Konzerten anwesend) – Backing Vocals

## Rezensionen
Musikkritiker bewerteten Art Official Age überwiegend positiv, wobei das Titelstück und Breakdown oftmals als beste Songs gelobt wurden. Die Website Metacritic errechnete eine Durchschnittsbewertung von 70 %, basierend auf 24 Rezensionen englischsprachiger Medien.
Randall Roberts von der Los Angeles Times zeigte sich begeistert und gab mit vier Sternen die Höchstanzahl. Mit dem Album bringe Prince „die Kritiker zum Schweigen“ und erinnere seine musikalische Nachkommenschaft daran, „dass er, wenn er seinen geschärften Verstand und seine geschickten Finger einsetzt, dich durcheinander bringen und dich ungläubig den Kopf schütteln lassen“ könne. Die Songs „strotzen nur so vor klanglichem Vergnügen und ehren gleichzeitig die edle Verrücktheit ihres Schöpfers“. Wenn „Sie auf die erste Minute“ von dem Opener Art Official Cage „mit ungläubigem Staunen reagieren, sind Sie nicht allein“; Prince leite das Album mit „einem 129-Beats-pro-Minute-Disco-House-Kracher“ ein. Außerdem werde das „mit Laserkanonenklängen“ unterlegte Stück Breakdown „Ihre neue traurige Lieblingsballade von Prince“ werden, mutmaßte Roberts. The Gold Standard beweise, dass er „einen harten, synthetischen Funk-Jam besser als seine Erben“ wie Justin Timberlake und Robin Thicke spielen könne; das Stück wirke „so kraftvoll“, dass es „mit Klassikern“ wie 1999 (1982), Kiss (1986), Housequake (1987) und Life ‘o’ the Party (2004) mithalte. U Know sei „so seltsam modern wie ähnliche Bemühungen von Emporkömmlingen“ wie Frank Ocean, Miguel oder The Weeknd. Der Rest des Albums wirke „klanglich ausgefeilt und mit genügend musikalischen Loop-to-Loops gefüllt“, wie man es von Prince erwarten dürfe, weswegen Roberts „ein exquisites Prince-R&B-Album wie Art Official Age so ziemlich“ allem vorziehe, „was dieses Jahr [2014] veröffentlicht wurde.“
Jon Dolan vom US-Musikmagazin Rolling Stone zeigte sich ebenfalls beeindruckt und verteilte mit dreieinhalb von vier Sternen fast die Höchstanzahl. Er bezeichnete den „üppigen Synthie-Funk“ im Song Clouds als „den psychedelischen Sex-Doktor-Ton von Art Official Age“, der im Album vorgegeben werde. Die beiden Stücke Funknroll (Remix) und U Know beschrieb Dolan als „futuristische Body Mover“, und The Gold Standard als eine „funkelnde Soul-Ballade“.
David Maurer von laut.de gab vier von fünf Sternen. Prince vermische „alt mit neu, elegant mit trashig“ und klinge „dabei zu fast jedem Zeitpunkt so stark wie lange nicht mehr“. Zwar stehe der Titelsong nicht „exemplarisch für den Sound des Albums“, aber „sehr wohl für die Kunst dahinter“. Breakdown bezeichnete Maurer als „die vielleicht beste Prince-Ballade der letzten Jahrzehnte“, und mit U Know schlage er „eine völlig andere Richtung“ ein, wobei Prince „aber eine ebenso gute Figur“ mache wie im Stück Breakfast Can Wait. Der „wahnsinnig schwungvolle“ Track The Gold Standard lade „auf die Tanzfläche ein“ und sei „eine Hommage an das Hoch des Genres“ Funk. Clouds wirke zwar „nicht ganz so spektakulär, aber immer noch launig funkend“, während Funknroll (Remix) „eher zu den schwächeren“ Albumsongs gehöre, meinte Maurer.
Stephen Thomas Erlewine von Allmusic gab drei von fünf Sternen. Auf Art Official Age schwelge Prince „in vielen Sounds“ der 1980er Jahre, lasse seine Camille-Stimme wieder aufleben, versuche sich in What It Feels Like in tiefem Elektro-Funk und flippe in Funknroll (Remix) „völlig aus“. Doch trotz „all dieser augenzwinkernden Anspielungen auf seine Vergangenheit“ fühle sich das Album nicht mit The Revolution verbunden, sondern „eher mit“ The New Power Generation. Unter „den Gitarrenböen, psychedelischen Soul-Harmonien und dem schelmischen Humor ist dies ein vollwertiges R&B-Album, das oft“ an Diamonds and Pearls aus dem Jahr 1991 erinnere. Wie dieses Album sei auch Art Official Age „stark von Dance-Songs mit gerappten Strophen geprägt, die nicht von Hip-Hop und langsam brennendem Soul geprägt zu sein scheinen, der die Vergangenheit in die Gegenwart“ ziehe. Aber einige von Prince’ „Modernisierungen fühlen sich etwas unbeholfen an“, wie beispielsweise im Track This Could Be Us. Trotzdem „ist es doch ein Vergnügen, Prince seine lyrischen Exzentrizitäten ausleben zu hören“, zusammen mit „so großartigen Songs“ wie Breakfast Can Wait, zog Erlewine als Fazit.
Die beiden Musikkritiker David Wilson und John Alroy verteilten ebenfalls drei von fünf Sternen. Das Album besitze „eine klangliche Frische“, habe aber „einen Anteil an Perlen und Blindgängern“. Zudem behandelten die Liedtexte dieselben Themen, die Prince „schon seit zwanzig Jahren“ beschäftigten; „Kreativität und Kommerzialisierung“ wie im Track Clouds sowie „Technologie und ihre Unzufriedenheit“ wie im Titelstück. Der „schlichte Lovesong“ Breakdown wurde lobend erwähnt, aber davon abgesehen „schwächelt die zweite Hälfte des Albums mit vielen netten Lovesongs“ wie This Could Be Us und „vagem Philosophieren“ im Stück Time.

## Kommerzieller Erfolg

### Chartplatzierungen
| ChartsChartplatzierungen       | Höchstplatzierung | Wochen |
| ------------------------------ | ----------------- | ------ |
| Deutschland (GfK)              | 18 (5 Wo.)        | 5      |
| Österreich (Ö3)                | 8 (3 Wo.)         | 3      |
| Schweiz (IFPI)                 | 4 (7 Wo.)         | 7      |
| Vereinigtes Königreich (OCC)   | 8 (4 Wo.)         | 4      |
| Vereinigte Staaten (Billboard) | 5 (10 Wo.)        | 10     |

Die beiden Download-Singles Breakfast Can Wait und The Breakdown konnten sich in Deutschland, Österreich, in der Schweiz, im Vereinigten Königreich und in den USA nicht platzieren. In der französischen Singlehitparade erreichte Funknroll Platz 113, The Breakdown Platz 172 sowie Clouds und U Know jeweils Platz 182.

### Musikverkäufe
Art Official Age wurde weltweit ungefähr 350.000 Mal verkauft. Auszeichnungen für Gold- oder Platinstatus sind nicht bekannt.

## Preise
Prince und Lianne La Havas gewannen bei den AMFT Awards 2014 mit dem Song Clouds in der Kategorie „Best R&B Duo/Group Performance“. Außerdem wurde Prince am 12. November 2014 bei den BBC Music Awards in der Kategorie „International Artist of the Year“ nominiert, gewann aber nicht. Ferner wählte das US-Musikmagazin Rolling Stone das Album Art Official Age hinter LP1 von FKA Twigs auf Platz 2 der besten R&B-Alben des Jahres 2014.